# Macrodasyida
Macrodasyida — отряд брюхоресничных червей. Длина этих червеобразных животных составляет лишь 1—1,5 мм.
Черви обитают в осадочных отложениях в морской или солоноватой воде, однако два их вида известны как предпочитающие пресную воду. От других брюхоресничных червей этих можно отличить по наличию двух пор на каждой стороне зева, которые позволяют удалять избыток воды во время кормления. Тело уплощённое сверху и снабжено трубчатыми клейкими железами на обоих его концах, а также на боковых поверхностях. Эти животные являются детритофагами и гермафродитами.

## Классификация
На апрель 2017 года в отряд включают 10 семейств и 1 род вне их:
- Cephalodasyidae Hummon & Todaro, 2010
- Dactylopodolidae Strand, 1929
- Hummondasyidae Todaro, Leasi & Hochberg, 2014
- Lepidodasyidae Remane, 1927
- Macrodasyidae Remane, 1924
- Planodasyidae Rao & Clausen, 1970
- Redudasyidae Todaro, Dal Zotto, Jondelius, Hochberg, Hummon, Kanneby & Rocha, 2012
- Thaumastodermatidae Remane, 1927
- Turbanellidae Remane, 1926
- Xenodasyidae Todaro, Guidi, Leasi & Tongiorgi, 2006
- Marinellina Ruttner-Kolisko, 1955